# Louise de Béon
Pour les articles homonymes, voir de Béon.
Louise de Béon du Massés, née en 1585 dans la principauté de Béarn et décédée le 2 septembre 1665 dans la paroisse Saint-Sulpice (Paris), est une personnalité des familles de Béon et de Brienne. Elle a été une dame de la cour de la reine Anne d'Autriche.

## Biographie
Elle est née en 1585 et morte à Paris, paroisse Saint-Sulpice le 2 septembre 1665,.
Louise de Béon est la fille de Bernard III de Béon du Massés (1554?-1608), baron puis marquis de Bouteville, chevalier des ordres du roi, gouverneur de Saintonge, Angoumois et Limousin, cadet de Béon sorti de la branche des vicomtes de Gère, d'une part, et de Louise de Luxembourg-Ligny (v. 1567-1647), la seconde et dernière sœur de Charles II de Luxembourg-Ligny (1562-1608), comte de Ligny et de Brienne d'autre part. Par union, elle est comtesse héritière de Brienne.
À la mort de son oncle, elle hérite par testament du comté de Brienne qu'elle apporte aux Loménie par son mariage avec Henri-Auguste de Loménie en 1623.
Françoise de Motteville, dans sa Chronique de la Fronde, évoque à plusieurs reprises la relation de confiance et l'intimité entretenue par la comtesse de Brienne et la reine Anne d'Autriche tout le temps qu'elle fréquenta la cour.

## Descendance
Elle épouse Henri-Auguste de Loménie par contrat du 7 février 1623 à Saint-Eustache le 2 mars 1623.
Ils ont sept enfants :
- Marie-Antoinette (née vers 1624, morte le 8 décembre 1704, mariée le 4 juin 1642 à Nicolas-Joachim, marquis de Rouault de Gamaches (né en 1621, mort à Beauchamps le 22 octobre 1687) ;

- Louis-Henri de Loménie de Brienne (1636-1698), secrétaire d'État des affaires étrangères en survivance de son père du 24 août 1651[6] au 14 avril 1663, conseiller d’État le 12 septembre 1651, retiré chez les pères de l’Oratoire du 24 janvier 1664 au 12 juin 1670, enfermé par lettre de cachet dans l’abbaye de Saint-Lazare, véritable asile de fous du 27 janvier 1674 à 1692 ;

- Charles-François de Loménie de Brienne (1637-1720), abbé de Saint-Éloi de Noyon en Picardie de 1653 à 1720, de Saint-Germain d'Auxerre, de Saint-Cyprien de Poitiers, reçu docteur de la maison et société de Sorbonne le 8 mars 1665, évêque de Coutances nommé par brevet du roi du 5 décembre 1666 et bulles du 12 décembre 1667, sacré par le cardinal de Rouen François Harlay dans l'église des religieuses carmélites de Saint-Denis le 19 février 1668; prend possession de son évêché le 28 octobre 1668[7] ;

- Alexandre-Bernard (vers 1640-1673)[8]), présenté de minorité dans l'ordre de Saint-Jean de Jérusalem à l'âge de 5 ans, le 16 juin 1645[9], nommé consul au Caire et à Alexandrie par lettres patentes du 30 novembre 1647[10] et du 21 février 1656[11] ;

- Jeanne, morte jeune ;
- Madeleine, morte jeune.